# تشنغتشونغ الشمالية (مقاطعة)
مقاطعة تشنغتشونغ الشمالية (تشنغتشونغ بكدو | بالهانغل: 충청북도 | بالهانجا: 忠清北道) هي مقاطعة تقع في منتصف كوريا الجنوبية. شكلت المقاطعة في سنة 1896 من النصف الشمالي الشرقي من مقاطعة تشنغتشونغ السابقة. عاصمة المقاطعة هي تشونغجو.

## جغرافية المقاطعة
تعتبر المقاطعة جزءاً من منطقة هوسو، ويحيطها من الغرب مقاطعة تشنغتشونغ الجنوبية، ومن الشمال مقاطعة غيونغي ومقاطعة غانغوون، ومن الجنوب مقاطعة جولا الشمالية، ومن الشرق مقاطعة غيونغسانغ الشمالية. مقاطعة تشنغتشونغ الشمالية هي المقاطعة الحبيسة الوحيدة في كوريا الجنوبية. معظم أراض المقاطعة هي أراض جبلية، حيث تمتد وسلسلة جبال نوريونغ إلى الشمال وسلسلة جبال سوبايك إلى الشرق.